# 凯萨·帕尔维艾宁
凯萨·帕尔维艾宁（芬蘭語：Kaisa Parviainen，1914年12月3日—2002年10月21日），芬兰女子田径运动员，主攻标枪。她曾代表芬兰参加1948年和1952年夏季奥林匹克运动会田径比赛，获得一枚银牌。